# Philip Julius Bornemann (finansdeputerad)
Philip Julius Bornemann, född den 17 augusti 1680 i Köpenhamn, död den 18 juni 1740, var en dansk finansdeputerad, son till Cosmus Bornemann. 
Bornemann deponerade från Köpenhamns skola 1696, var i några år alumnus på Borchs Kollegium och blev 1703 dekanus på Klosteret. På ämbetsmannabanan gjorde han snabb karriär, blev 1708 kammarsekreterare och assessor, 6 år senare kammarråd, 1720 justitieråd och kommitterad i räntekammaren, 1729 etatsråd och slutligen 1734 deputerad för finanserna. 
Borneman hade den 2 maj 1720 äktat Anna Marie Holst, vilken som änka köpte Edelgave gods (1759), vilket efter hennes död gick över till sonen, kammarrådet Jacob Bornemann (död 1789). Hon var dotter till tyghusskrivaren Jacob Nielsen och dog den 25 juni 1767. Bornemann var författare till åtskilliga latinska dissertationer (1700-04), som emellertid nu är av ytterst obetydligt värde.